# پودستا

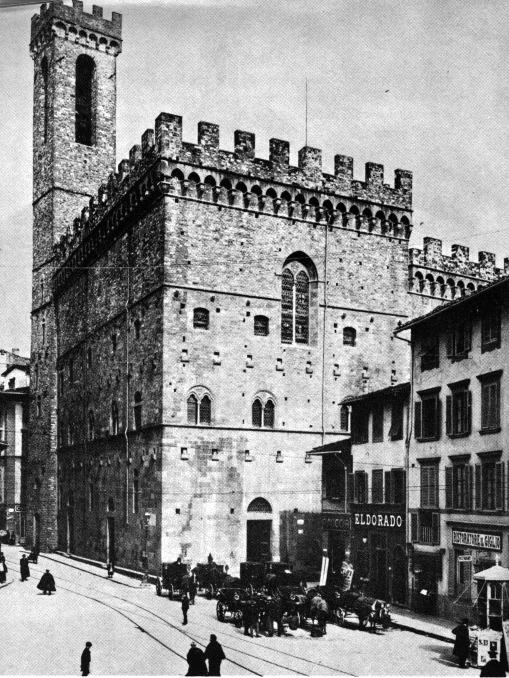
کاخ پودستا در فلورانس، در حال حاضر برگرلو موزه

پودستا(تلفظ [podeˈsta])نامی است که به برخی مقامات بلندپایه در بسیاری از شهرهای ایتالیا که در قرون وسطی بعد از آن مطرح شده‌است، داده شده‌است. به‌طور عمده این به معنای دادگاه عالی ایالت ایالتی، همتای موقعیت‌های مشابه در شهرهای دیگر بود که با نام‌های دیگر، به عنوان مثال رکتورها ("رکتور ها")، اما همچنین می‌تواند به معنای مدیر محلی است که نماینده امپراتور روم مقدس بود. در حال حاضر، پودستاعنوان شهردارها در شهروندان ایتالیایی زبان گریسونس در سوئیس است.

## ریشه جویی
این اصطلاح از واژه لاتین (پودستا) به معنای قدرت است. مفهوم مشابهی برای عبارت عربی سلطان وجود دارد

## تاریخ ایتالیا
اولین استفاده مستند از پودستا در سال ۱۱۵۱ در بولونیا بود، زمانی که آن را به گویید دی رانییری دی ساسو از کانوسا اعمال، که از فاینزا به عنوان رتور e پودستا آورده شده‌است، در اسناد متعدد ذکر شده‌است. لیندر آلبرتوس به موارد زیر می‌دهد:

"شهروندان می‌بینند که اغلب در میان آنها اختلافات و اختلافات، از طرف فریب گرائی یا دوستی، از حسادت یا نفرت که یکی از آن‌ها علیه یکی دیگر بود، که در آن جمهوری آنها صدمه بزرگی، زیان و زیان را متحمل شد، به وجود آمد؛ بنابراین، آنها پس از آن تصمیم گرفتند بحث و جدال در برابر این اختلالات را فراهم می‌کند و به همین ترتیب آنها شروع به ایجاد مردی از تولد فرزند خود دادگاه اصلی خود را، به او قدرت، اقتدار و صلاحیت بیش از شهرستان، و همچنین بیش از جنایی به عنوان بیش از علل مدنی و در زمان جنگ به عنوان خوب همانطور که در زمان صلح، او را پیشتر به عنوان بالاتر از دیگران یا پودستا، به عنوان داشتن هر قدرت و قدرت در شهرستان
."

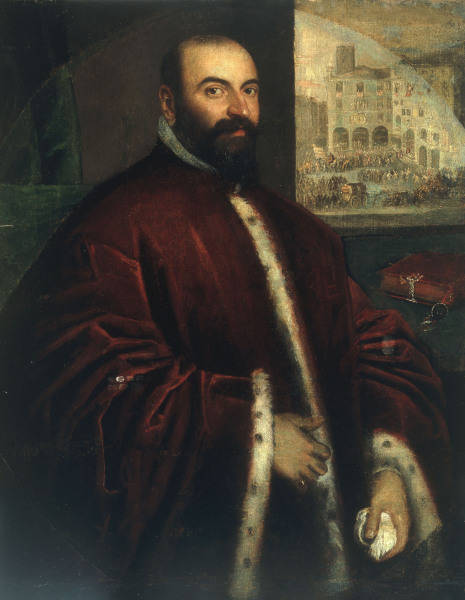
تصویری از پودستا توسط لودویک تامپود

پودستا برای اولین بار توسط Frederick Barbarossa امپراتور روم مقدس اولین بار به‌طور گسترده‌ای تعیین شد، زمانی که او شروع به دفاع از حقوق که موقعیت امپریال خود را به او داده بود در شهرستانها از شمال ایتالیا؛ در دومین رژیم امپریالیستی در Roncaglia، نوامبر ۱۱۵۸، فردریش در چندین شهر بزرگ امپراتوری پودستا منصوب کرد «به طوری که اگر قدرت سلطنتی در آن محل» کنسول انتخاب شده، که Frederick حق را برای تصویب شده‌است، او شروع به تعیین مستقیماً. کسب و کار پودستا بود برای اجرای حقوق امپریالیستی. از همان آغاز، این بسیار غیرمعمول بود و رفتار اغلب خودخواهانه آنها عامل ایجاد تشکیل لیگ لومبارد و قیام علیه فردریک در سال ۱۱۶۷ بود.
اگرچه آزمایش امپراتور کوتاه مدت بود، پودستا به زودی در شمال ایتالیا مهم و شایع شد و ظاهر آن در بیشتر کمون‌ها در حدود ۱۲۰۰ سالگی با تفاوت اساسی بود. این مقامات اکنون توسط شهروندان یا نمایندگان شهروندان، و نه مانند کنسول‌های قدیمی (اما نه کالج) منصوب می‌شوند. پادودا از قدرت عظیم در شهر، هم در صلح و هم در جنگ و هم در امور داخلی و خارجی بهره می‌برد. اما مدت اعتبار آنها فقط یک سال طول کشید.
به منظور جلوگیری از نزاع شدید که در زندگی مدنی ایتالیایی شایع است، به زودی سفارشی برای استخدام یک غریبه برای پر کردن این موقعیت بود. یک شباهت به مدیران مدرن می‌تواند باشد. در طول قرن‌های ۱۲ و ۱۳، ونیزی‌ها برای این منظور تقاضای ویژه داشتند. این احتمالاً به دلیل نگرانی کمتر (در آن زمان) از دیگر ایتالیایی‌ها در امور سرزمین اصلی بود. پس از آن، در چند مورد، مدت اعتبار به مدت یک سال یا حتی یک عمر تمدید شد. آنها در یک کاخ لوکس محدود شده بودند تا از هر یک از خانواده‌های محلی تحت تأثیر قرار گیرد. آرایش معماری قصر عمومی در سینا، ساخته شده در سال ۱۲۹۷ آغاز شده، ارتباط بی نظیری از کمون را با پودستا، که در پرونده سینا یک نجیب بی نظیر در قوه قضاییه بود، منعکس می‌کند. این محل سکونت خود را در اطراف دادگاه داخلی خود را برای پودستا ارائه، جداگانه، اما در داخل قصر عمومی که در آن شورای نمایندگان و کمیته خود را نه به‌طور منظم ملاقات کرد.
در طول بخش بعدی دوازدهم و کل قرن سیزدهم، بیشتر شهرهای ایتالیایی تحت پوشش قرار گرفتند. در مورد رم با سابقه خشونت‌های مدنی، گرگورویوس می‌گوید: "در سال ۱۲۰۵، پاپ اینوکسنت سوم فرم دولت مدنی را تغییر داد؛ قدرت اجرایی در حال حاضر در دست یک سناتور یا پرستار تنها بود که به طور مستقیم یا غیرمستقیم منصوب شده توسط پاپ ". در فلورانس پس از ۱۱۸۰، مقام ارشد از کنسول‌ها به پادود منتقل شد و میلان و دیگر شهرهای نیز توسط این مقامات حکومت می‌کردند. علاوه بر این، در بعضی از شهرهای پرونس (جنوب شرقی فرانسه، استان سابق Galleria Narbonensis)، پودستاها وجود داشت.
یک نویسنده ناشناس یک راهنمای مختصر برای پودستا احتمالی را تشکیل داد (اگر چه ظاهراً ظاهراً برای رسیدن به دفتر به نظر می‌رسد)، چشم معنوی، حدود ۱۲۲۲؛ در شش فصل ساده و کوتاه، تازه‌کار را از طریق الزامات اداره، حقوق و دستمزد، نامه‌ای که از طرف بازنشسته به یک نفر جدید، انتخاب مشاوران، مدیریت حسابهای پول هدایت می‌شود هدایت می‌کند. فصل پنجم سخنرانی‌های مدون را در موارد خاصی از جمله مرگ شهروندان برجسته ارائه می‌دهد. فصل نهایی مربوط به ساختن جنگ (در یک بند) و آموزش مقامات شهری است.
در قرن سیزدهم در فلورانس، در ارویهتو (۱۲۵۱) و برخی از شهرهای دیگر، کاپیتان مردم (به معنای واقعی کلمه "کاپیتان مردم") به دنبال منافع طبقات پایین‌تر انتخاب شد. (تا به امروز، سران دولت جمهوری کوچک مستقل سن مارینو همچنان "کاپیتان" نامیده می‌شوند). به طرق دیگر، قدرت تحریم‌ها کاهش یافت - آنها تا زمانیکه در اوایل ناپدید شدند، بیشتر به عملکرد قضایی محدود می‌شدند قرن شانزدهم.
مقامات فرستاده شده از جمهوری‌های ایتالیا برای اداره امور شهرهای وابسته نیز بعضی اوقات به عنوان پاداشی نامیده می‌شدند. در قرن بیستم، شهرهای ترنتو و تریستا نام دادگاه را به دادگاه عالی خود دادند.
مثال ایتالیا در مورد پودستا گاهی اوقات به دنبال شهرهای و جمهوری در شمال اروپا در قرون وسطی، به ویژه با روابط تجاری با ایتالیا بود. مأمورها گاهی اوقات نام پدستا یا پدستات را می‌پوشند؛ بنابراین در شرق فریسیا، اسامی و عملکردهای مشابهی با جمهوریهای ایتالیا وجود داشت؛ گاهی اوقات هر یک از استان‌ها دارای یک، گاهی اوقات رژیم فدرال یک کلاهبرداری عمومی برای کل کشور را انتخاب کرد، مدت زمان اداری برای یک دوره محدود یا برای زندگی.

### دوران فاشیستی
رژیم فاشیستی نسخه خود را از شکل پودستا ایجاد کرد. در فوریه سال ۱۹۲۶، مجلس سنا موسولینی حکمی صادر کرد که قدرت و توابع خودمختارها (شهرداریها) را از جمله شوراهای انتخاب شهرداری و شهرداران حذف کرد. در عوض، همه چیز به استثنای رم باید توسط «پودستا»، شهردار اقتدارگرا با قدرت کامل اجرایی و قانونگذاری، رهبری شود. او توسط منشور سلطنتی (در عمل توسط حزب ملی فاشیستی) برای یک دوره پنج ساله تجدید پذیر (که می‌تواند در هر زمان با اثر فوری لغو شود) منصوب شد. در رم، فرماندار به عنوان رئیس دولت محلی منصوب شد. در کمون‌های محلی، پودستا توسط یک یا دو معاون پودستا نامزد شده توسط وزارت کشور، علاوه بر هیئت مشاوره (کنسولگری شهرداری) که توسط پیشینیان محلی یا در شهرستانها عمده توسط وزارت داخلی.
این فرمان از ۲۱ آوریل ۱۹۲۷ تا ۱۹۴۵، زمانی که کل سیستم با بازگشت به دموکراسی رها شد، در حال اجرا بود.

## پودستریا
به معنای واقعی کلمه این کلمه مشتق شده به معنای دفتر پودستا یا اصطلاح آن است، اما پودستریا همچنین می‌تواند یک ناحیه ای را اداره کند که در یک دولت بزرگتر اداره می‌شود.
در دامنه‌های برجسته که جمهوری دودال ونیز به تدریج در حوضه رودخانه پائول تأسیس شد و در پی پیوستن به چندین استان مرکزی و شهرهای خودمختار، عمدتاً در قرن پانزدهم، پدهایستریایی‌ها (ورشو پدستاری) یکی از سطوح متوسط سازمان اداری سلسله مراتبی، بالاترین سطح (استانی) قلمرو ارضی (تقریباً یک منطقه اداری مدرن) است.
پس از جمهوری دودال دیگر، جنوا، در سال ۱۲۷۳، پادشاه پروا و گالاتا، حومه تجاری قسطنطنیه، توسط امپراتور بیزانس صادر شد، آن را به‌طور مشترک توسط پودستامشترک تا سال ۱۴۵۳، زمانی که تمام قسطنطنیه توسط ترورهای عثمانی تسخیر شد.

## دولت پت فریزیان
مفهوم یک مرد محلی که توانایی نمایندگی امپراتور را داشت، همچنین از ویژگی‌های فریسی قرون وسطی بود. از ابتدای روایات، حقوق مهمی طبق قوانین شناخته شده به عنوان قانون هلندی اولیه اعطا شد یا تأیید شد. با توجه به سنت‌های بعدی، این شارلمان بود که Frisians عنوان آزادیخواه را داد و اجازه داد آنها را انتخاب کنید پادادات خود یا فرماندار امپراطوری از میان رهبران، برای سازماندهی و رهبری دفاع از دو منطقه از سه منطقه فریسلاند، در فریسلاند میانی، از فلی به لورس و در شرق فریسلاند از لورس به وستر، بعد شمارش اورستفرسلند.
فریسیان احتمالاً از عنوان ایتالیایی podestà (هلندی: potestaat، آلمانی: Potestat، انگلیسی: potestate) در طول جنگ صلیبی ششم در ۱۲۲۸ شناخته شده بود. با توجه به امتیازات که به دوران کارولینگ به دروغ گفته شد، او باید بتواند شوالیه‌ها را بکشد. نوشته‌های تاریخی آکواریفال به زودی به عنوان سن وایکینگ اشاره به پوتستان می‌کند.
تنها قاعده انتخاب شده برای سرزمین فریسلند بین ولی و لورس انتخاب شدند جوووچو (۱۳۹۶) و جوک دکاما (۱۴۹۴)، هر دو توسط شرینگرز انتخاب شدند. با این حال، در سال ۱۳۹۹، ولسوالی‌های وسترگو و اوستروو به ترتیب، هارینگ هارینکسما و سیرورد ویارادا را در مبارزه علیه تعداد هلند انتخاب کردند. این عنوان در خارج از فریسلستان به خوبی شناخته شده بود، تنها با نصب آلبرشت ساکسونی به عنوان پادزهر موروثی در سال ۱۴۹۸؛ فریسلند انتخاب جوک دکاما به عنوان برجسته امپراتوری خود (۱۵۲۲).
در زبان محلی دالماسی، میراث زبانی و فرهنگی جمهوری ونیز، با استفاده از اصطلاح پودستا، به جای استاندارد شهردار کرواتی، زمانی که به شهردار اشاره کرد، بیان می‌شود.

## خواندن
- Brouwer, J.H. , J.J. Klama, W. Kok, and M. Wiegersma, eds. , Encyclopedie van Friesland, (Amsterdam: Elsevier, 1958) s.v. Potestaat van Friesland
- Encyclopædia Britannica 1911: "Frisians"
- Janet Hongyan Woo, "Tension in Siena : Site Selection and Room Arrangement of Piazza Pubblico"
- Burckhardt, Jakob, The Civilization of the Renaissance in Italy: "The State as a Work of Art", trans. 1878
- A. M. H. J. Stokvis, Manuel d'histoire, de généalogie et de chronologie de tous les états du globe depuis les temps les plus reculés jusqu'à nos jours; vol. iii
- Westermann, Großer Atlas zur Weltgeschichte (in German)
- WorldStatesmen - Turkey
- William Francis Thomas Butler, Lombard Communes: A History of the Republics of North Italy (1982)